# Nécessité
Pour la déesse romaine, voir Nécessité (mythologie).
La nécessité est, dans le cadre de la logique, une catégorie modale qui s'oppose à la contingence : est nécessaire ce qui ne peut pas ne pas être, ce qui doit être.
Une proposition nécessaire est une proposition qui ne peut pas être fausse. Si une proposition est vraie dans tous les cas[Lesquels ?], alors elle est nécessairement vraie.

## Mythologie grecque
La Nécessité, en Grec Ananké, est mère des trois Moires,, :
- Clotho la fileuse, présidait au passé (de klôthousa : « filer ») ;
- Lachésis la dérouleuse au présent (de léxis : « prédestination ») ;
- Atropos la trancheuse au futur (du mot atrepta : « irréversible »).

## En philosophie
La nécessité désigne l'impossibilité pour une chose d'être autre qu'elle n'est. Une autre formulation serait « Ce qui ne peut pas ne pas être ». Comme telle la nécessité s'oppose à la contingence. Elle appartient principalement à deux ordres différents : le réel et la pensée.
Dans le réel, la nécessité découle d'un point de vue métaphysique de l'essence des choses, et d'un point de vue physique des lois qui gouvernent la nature.
Dans la pensée, la nécessité découle de la rationalité du discours. Le nécessaire correspond à ce qui ne peut pas ne pas être (ex. si je prends un livre au hasard parmi plusieurs, j'ai nécessairement un livre dans la main, mais il est contingent que celui-ci soit le plus récent.)
La nécessité, selon le Phèdre de Platon, reflète l'inexorable ; selon ce dialogue, la nécessité s'oppose au plein gré,. Aristote définira à son tour la nécessité.
Pour Leibniz, est nécessaire ce dont le contraire implique contradiction : « Les vérités éternelles [...] sont absolument nécessaires, en sorte que l'opposé implique contradiction. »
Chez Leibniz, le principe de raison suffisante est ce qui tente de rendre compte du passage du possible, logiquement parlant (c'est-à-dire de ce qui est non contradictoire), à l'existence. Ainsi, la catégorie de la nécessité s'oppose à la contingence; celle du possible se contraste avec celle de l'existence.